# Blyth Arena
Blyth Arena byl krytý stadion sloužící zejména pro krasobruslení a lední hokej ve Squaw Valley v Kalifornii v USA. Pojal 8 500 diváků. Byl hlavním centrem dění při Zimních olympijských hrách v roce 1960. Stadion byl postaven v roce 1959. Kromě zahajovacího a závěrečného ceremoniálu se zde soutěžilo v krasobruslení a ledním hokeji.
Její střecha byla vyřešena tak, že teplo uvolněné ze zařízení na výrobu ledu v aréně bylo nasměrováno na strop, čímž se vyhřívala izolace střechy a sníh se tak roztavil. V roce 1982 se Ministerstvo zemědělství USA zaměřilo na úsporu energie. Jednou z částí tohoto programu byly finanční prostředky na zlepšení izolace mnoha budov. U.S. Forest Service obdržela některé z těchto peněz na izolaci střechy arény a následující rok se střecha zhroutila, protože nevydržela hmotnost sněhu. Na jejím místě se nachází parkoviště pro zimní resort ve Squaw Valley.